# Carolyn Jones (actrice américaine)
Pour les articles homonymes, voir Carolyn Jones et Jones.
Carolyn Jones, née Carolyn Sue Baker le 28 avril 1930 à Amarillo, Texas, et morte le 3 août 1983 à West Hollywood, Californie, est une actrice américaine dont le rôle le plus marquant fut celui de Morticia Addams dans la série télévisée La Famille Addams (1964).

## Biographie

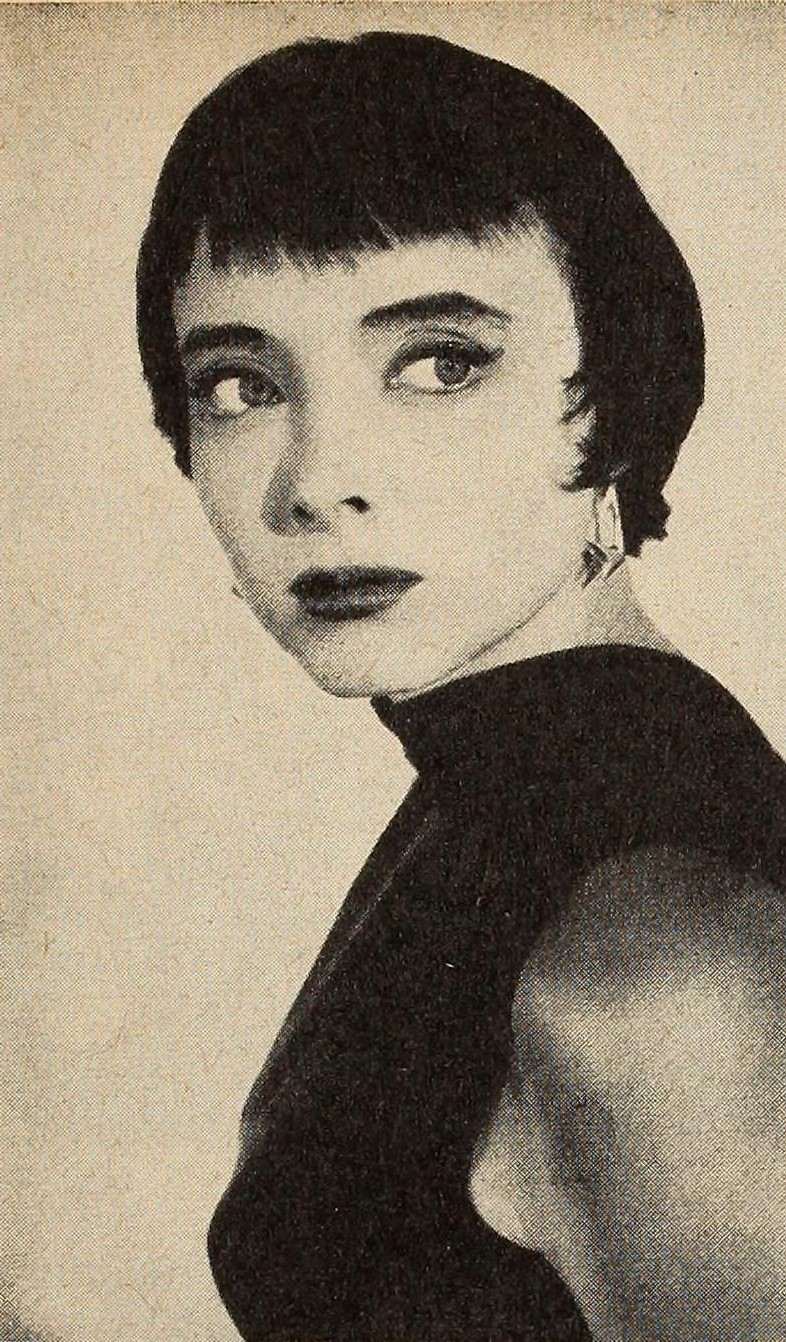
Carolyn Jones en 1958.

Elle rejoint le Pasadena Playhouse en 1947. Elle décroche un contrat avec la Paramount et tourne son premier film en 1952. L'année suivante, elle épouse le cinéaste Aaron Spelling, et se convertit au judaïsme en même temps. Ils se séparent en 1964, année de son rôle le plus marquant dans La Famille Addams. Après la fin de la série en 1966, sa carrière décline.
Énigmatique, elle s'impose dans les chefs-d'œuvre des genres marginalisés au sein de l'industrie : L'Homme au masque de cire, L'Invasion des profanateurs de sépultures. Puis elle jouera à la télévision dans La Famille Addams (qui en fait une icône) puis dans Batman et Wonder Woman.
Elle figure au premier rang dans des classiques (L'Ennemi public de Don Siegel avec Mickey Rooney et Bagarres au King Créole de Michael Curtiz avec Elvis Presley), puis apparaît dans Sept Ans de réflexion et L'Homme qui en savait trop, et rate (pour cause de maladie) le rôle dévolu à Donna Reed dans Tant qu'il y aura des hommes de Fred Zinneman — film couvert d'Oscars dont celui du meilleur second rôle féminin pour Reed. 
Elle a travaillé avec Fritz Lang, Elia Kazan, Billy Wilder, Alfred Hitchcock et Frank Capra, devenue un second (ou troisième) rôle apprécié. On peut la voir dans Le Dernier Train de Gun Hill, western de Sturges avec Kirk Douglas et Anthony Quinn, ou dans La Conquête de l'Ouest, western collectif où elle joue l'épouse de George Peppard.
L'actrice continue sa carrière dans des séries telles que Le Virginien, Quincy, L'Homme de fer, L'Île fantastique. Tardivement, Capitol, qui se déroulait dans les coulisses de la vie politique à Washington, son dernier rôle, rivale d'Alexis Colby (Joan Collins) dans Dynastie et d'Angela Channing (Jane Wyman) dans Falcon Crest.
Atteinte d'un cancer du côlon, elle continue toutefois à jouer mais dans un fauteuil roulant. Le cancer se propage rapidement et Carolyn Jones décède le 3 août 1983.

## Filmographie

### Au cinéma
- 1952 : The Turning Point de William Dieterle  : Femme
- 1952 : En route vers Bali (Road to Bali) de Hal Walker : Eunice
- 1953 : Off Limits de George Marshall  : Deborah
- 1953 : L'Homme au masque de cire (House of Wax) de André De Toth : Cathy Gray
- 1953 : La Guerre des mondes (The War of the Worlds) de Byron Haskin : Blonde (non créditée)
- 1953 : Règlement de comptes (The Big Heat) de Fritz Lang : Doris
- 1953 : Geraldine comédie musicale de R. G. Springsteen: Kitty
- 1954 : Ultime sursis (Make Haste to Live) de William A. Seiter : Mary Rose
- 1954 : The Saracen Blade de William Castle  : Elaine de Siniscola
- 1954 : Le Bouclier du crime (Shield for Murder) de Edmond O'Brien : Beth, une fille au bar
- 1954 : Trois Heures pour tuer (Three Hours to Kill) de Alfred L. Werker  : Polly
- 1954 : Désirée de Henry Koster  : Mme. Tallien (non créditée)
- 1955 : À l'est d'Eden (East of Eden) de Elia Kazan
- 1955 : Sept Ans de réflexion (The Seven Year Itch) de Billy Wilder  : Miss Finch
- 1955 : Le Tendre Piège (The Tender Trap) de Charles Walters  : Helen
- 1956 : L'Invasion des profanateurs de sépultures (Invasion of the Body Snatchers) de Don Siegel : Theodora 'Teddy' Belicec
- 1956 : L'Homme qui en savait trop (The Man Who Knew Too Much) de Alfred Hitchcock : Cindy Fontaine
- 1956 : The Opposite Sex de David Miller : Pat
- 1957 : La Nuit des maris (The Bachelor Party) de Delbert Mann : l'existentialiste
- 1957 : Johnny la bagarre (Johnny Trouble) de John H. Auer : Julie Horton
- 1957 : L'Ennemi public (Baby Face Nelson) de Don Siegel : Sue
- 1958 : Marjorie Morningstar de Irving Rapper : Marsha Zelenko
- 1958 : Bagarres au King Créole (King Creole) de Michael Curtiz  : Ronnie
- 1959 : L'Homme dans le filet (The Man in the Net) de Michael Curtiz  : Linda Hamilton
- 1959 : Un trou dans la tête (A Hole in the Head) de Frank Capra : Shirl
- 1959 : Le Dernier train de Gun Hill (Last Train from Gun Hill) de John Sturges : Linda
- 1959 : En lettres de feu (Career) de Joseph Anthony : Shirley Drake
- 1960 : Les Aventuriers (Ice Palace) de Vincent Sherman : Bridie Ballantyne
- 1961 : Sail a Crooked Ship (en) : Virginia
- 1962 : La Conquête de l'Ouest (How the West Was Won) : Julie Rawlings

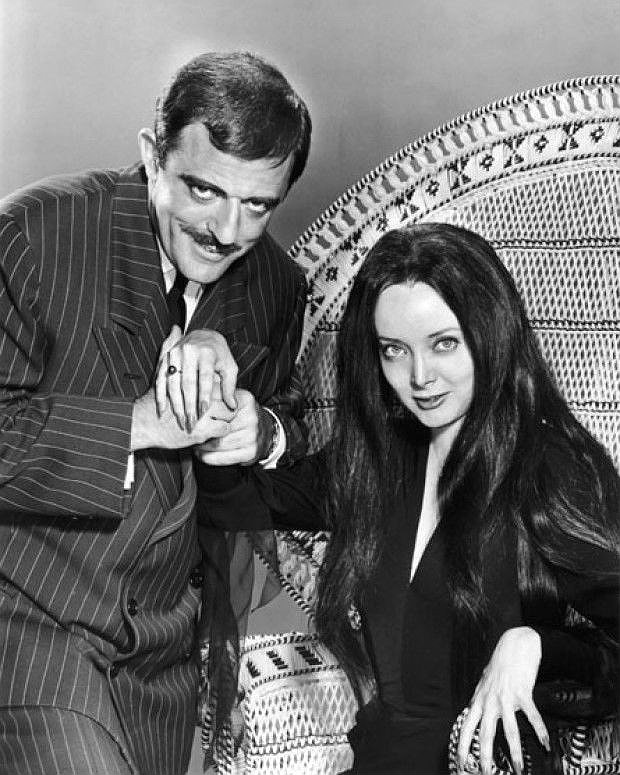
Carolyn Jones et John Astin dans les rôles de Gomez et Morticia Addams de la série télévisée La Famille Addams (1964).

- 1963 : Les Astuces de la veuve (A Ticklish Affair) : Tandy Martin
- 1969 : Au paradis à coups de revolver (Heaven with a Gun) de Lee H. Katzin : Madge McCloud
- 1969 : The Dance of Death : Jenny
- 1969 : Color Me Dead : Paula Gibson
- 1976 : Le Crocodile de la Mort (Eaten Alive) de Tobe Hooper : Miss Hattie
- 1979 : Good Luck, Miss Wyckoff de Chomsky : Beth

### À la télévision
- 1954 : The Answer
- 1954-1955 : Dragnet 4 épisodes
- 1955 : Star Stage (en)
- 1955 : Passport to Danger, 1 épisode
- 1956 : Cavalcade de Lewis Allen
- 1957 : The Man Who Inherited Everything
- 1957 : Climax!
- 1957 : Wagon Trail (en)
- 1957 : The Girl in the Grass de Ray Milland et High Barrier
- 1957 : Until the Man Dies coécrit par Spelling
- 1958 : The Last Man de John Frankenheimer
- 1960 : Picture of Sal
- 1961 : Blood Red western de David Lowell Rich
- 1961 : Wagon Trail (en)
- 1961 : Who Killed Julie Greer
- 1962 : Le Jeune Docteur Kildare, 1 épisode
- 1963-1964 : L'Homme à la Rolls (Burke's Law) 2 épisodes
- 1964 Jeremy Rabbitt comédie musicale de Franklin J. Schaffner
- 1964-1966 : La Famille Addams : Morticia Addams
- 1966-1967 : Batman 5 épisodes TV : Marsha, la reine des diamants
- 1967 : The Danny Thomas Hour avec Richard Conte 1 épisode
- 1969 : King David de Robert Day
- 1979 : Terreur à bord (The French Atlantic Affair) (feuilleton) de Douglas Heyes : Peg
- 1979 : La croisière s'amuse 1 épisode
- 1979-1982 : L'Île fantastique 4 épisodes
- 1980 : The Dream Merchants feuilleton de Vincent Sherman : Vera
- 1981 : Piège à minuit (Midnight Lace) : Bernadette Chance
- 1981 : Quincy 1 épisode
- 1981 : Midnight Lace thriller
- 1982-1983 : Capitol (Capitol (série) : Myrna Clegg

## Théâtre
- Le Retour